# Флуктуация поверхностной яркости
Флуктуация поверхностной яркости (англ. surface brightness fluctuation) — вторичный индикатор расстояния, используемый для определения расстояний до галактик. Применяется на расстояниях до 100 Мпк. Для определения расстояния требуется измерить вариации распределения яркости по галактике, возникающие от флуктуаций числа и светимости отдельных звёзд в каждом разрешаемом элементе галактики.
Метод флуктуаций поверхностной яркости использует тот факт, что галактик состоят из конечного количества звёзд. Число звёзд в любом небольшом участке галактики будет меняться от точки к точке, создавая подобные шуму флуктуации в распределении поверхностной яркости. Поскольку звезды в галактике обладают крайне различными светимостями, то флуктуации яркости можно отнести к средней яркости. Вследствие усреднения галактика на вдвое большем расстоянии кажется вдвое более гладкой. Более старые эллиптические галактики обладают более однородным звёздным населением, поэтому такие галактики лучше подходят на роль стандартной свечи. На практике требуется вносить поправки за различие возраста и металличности от галактики к галактике. Калибровка метода может быть эмпирической, основанной на цефеидах, или теоретической, по данным о моделях звёздного населения.
Узор из флуктуаций получают из степенного спектра невязок, оставшихся после того, как из глубокого снимка галактики вычитают гладкую модель. Такой узор становится видимым при преобразовании функции рассеяния точки в области Фурье. Амплитуда спектра показывает светимость звезды, создающей флуктуацию. Поскольку метод зависит от точного понимания структуры галактики, такие источники как шаровые скопления и галактики фона должны быть исключены заранее. Также требуется вносить поправки за поглощение межзвёздной пылью. На практике это означает, что метод работает лучше всего для эллиптических галактик или балджей линзовидных галактик, с меньшей точностью метод применим для спиральных галактик, поскольку они обладают более сложной структурой и протяженными пылевыми полосами. Таким образом, метод использует звёзды старого населения (население II типа).
Калибровка метода проводится на основе зависимости период — светимость для близких к Солнцу цефеид при определении флуктуаций в балджах спиральных галактик, расстояния до которых получены с помощью цефеид.